# Piedramuelle
Piedramuelle es una parroquia asturiana del municipio español de Oviedo (también conocida como Santa Marina de Piedramuelle) y un lugar de dicha parroquia. El lugar se sitúa a una altitud de 270 m y dista a 6,5 km de la ciudad de Oviedo, capital del concejo.

## Toponimia
Según Xosé Lluis García Arias, en su obra Toponimina asturiana, el origen del topónimo Piedramuelle es la expresión latina: petram mollem, piedra blanda. en referencia a la piedra explotada para edificios como la catedral de Oviedo.

## Geografía
La parroquia tiene una superficie de 3,85 kilómetros cuadrados de extensión y una población empadronada de 524 habitantes (INE, 2011).
Sus límites, con otras parroquias del concejo, son los siguientes: 
- al norte con San Claudio;
- al este con Oviedo;
- al sur: Latores y Priorio; y
- al oeste: Sograndio.

## Demografía
En el término parroquial estaban empadronados un total de 524 habitantes en el año 2011. Según el nomenclátor de dicho año, la parroquia comprende las siguientes entidades de población: las aldeas de Los Escalones y Pedruño, los lugares de Piedramuelle y Santa Marina y las caserías de Sendín y Toriello.
| Año       | 2000 | 2001 | 2002 | 2003 | 2004 | 2005 | 2006 | 2007 | 2008 | 2009 | 2010 | 2011 |
| Población | 519  | 526  | 523  | 539  | 534  | 529  | 525  | 523  | 507  | 523  | 524  | 524  |

## Geología
La localidad da nombre a una formación del Cenomanense, del Cretácico superior, que aflora en el término parroquial y en otros de los alrededores de Oviedo (Limanes, Tiñana y Hevia) De esta formación destaca por su utilización en la construcción una caliza bioclástica, arenosa y a veces dolomítica, conocida como «piedra (o caliza) de Piedramuelle». Fue utilizada ampliamente en la arquitectura monumental de la ciudad de Oviedo y en los edificios prerrománicos del Naranco, San Miguel de Lillo y Santa María del Naranco. La caliza usada varía dentro de un rango cuyos extremos son denominados como «variedad amarilla» o «de grano grueso» y «variedad roja» o «de grano fino».  La primera se conserva normalmente bien y la segunda presenta frecuentes alteraciones como descamaciones y acanaladuras.
La variedad de grano grueso fue utilizada en la catedral, en el edificio histórico de la universidad y en los palacios de los siglos XVII y XVIII. Más concretamente en el término parroquial el cabildo ovetense poseía canteras para la construcción de la catedral. En el Archivo Capitular de Oviedo se conservan manuscritos de los años 1452 y 1528 con las cuentas de la fábrica de la catedral, que recogen los jornales pagados a los canteros de Piedramuelle entre otros.
Y la variedad de grano fino se observa en el antiguo hospicio y en el convento de Santa Clara, esculpida, y en paramentos lisos de la iglesia de San Isidoro y de la fachada del monasterio de San Pelayo.